# Voronka (vattendrag i Vitryssland)
Voronka (ryska: Воронка) är ett vattendrag i Belarus.   Det ligger i voblasten Vitsebsks voblast, i den norra delen av landet, 280 km nordost om huvudstaden Minsk. Voronka ligger vid sjön Ozero Sennitsa.
I omgivningarna runt Voronka växer i huvudsak blandskog. Runt Voronka är det glesbefolkat, med 10 invånare per kvadratkilometer.